# محب الملح
محب الملح (الاسم العلمي: Halophila) هو جنس من الكلأ البحري ينتمي لفصيلة المحب المائي، تم وصفه في عام 1806م. خضع لمراجعة للأنواع التي يضمها، وحتى ترتيبه في رتبة المزماريات، خضع لمراجعة من قبل الكتاب النباتيون.
وهو ذو انتشار واسع في المياه الاستوائية، ويمتد الامتداد أيضاً ليشمل المناطق شبه الاستوائية، والمياه المعتدلة بشكل خاص المحيط الهندي والمحيط الهادئ. ويشمل أيضاً البحر الأبيض المتوسط والبحر الكاريبي وخليج المكسيك والخليج العربي.

## الأنواع
الأنواع المقبولة من قبل حدائق كيو:
1. Halophila australis - جنوب أستراليا.
2. Halophila baillonis - البحر الكاريبي، شمال أمريكا الجنوبية.
3. Halophila beccarii - جنوب، وشرق، وجنوب شرق آسيا.
4. Halophila capricorni - كاليدونيا الجديدة، جزر بحر المرجان.
5. Halophila decipiens - شواطئ المحيط الهندي والمحيط الهادئ، البحر الكاريبي، خليج المكسيك.
6. Halophila engelmannii - المكسيك، كوستاريكا، جزر البهاما، جزر كايمان، كوبا، الولايات المتحدة (بورتوريكو، فلوريدا، لويزيانا، تكساس).
7. Halophila gaudichaudii - المحيط الهندي، غرب المحيط الهادئ.
8. Halophila hawaiiana - هاواي.
9. Halophila japonica - اليابان.
10. Halophila major - اليابان، تايوان، جنوب شرق آسيا، جزر كارولين
11. Halophila mikii - اليابان.
12. Halophila minor - المحيط الهندي، غرب المحيط الهادئ.
13. Halophila nipponica - كوريا، اليابان.
14. Halophila okinawensis - جزر ريوكيو.
15. محب ملح بيضوي - الخليج العربي[2]، البحر الأحمر، المحيط الهندي، غرب المحيط الهادئ.
16. Halophila spinulosa - جنوب شرق آسيا، شمال أستراليا، غينيا الجديدة.
17. محب ملح أذيني - الخليج العربي[2]، البحر الأحمر، المحيط الهندي.
18. Halophila sulawesii - سولاوسي.
19. Halophila tricostata - كوينزلاند.